# Tom Bell (actor)
Tom Bell (2 de agosto de 1933 - 4 de octubre de 2006) fue un actor teatral, cinematográfico y televisivo británico.

## Biografía
Su nombre completo era Thomas George Bell, y nació en Liverpool, Inglaterra. Evacuado de niño a causa de la Segunda Guerra Mundial, vivió con tres familias diferentes en Morecambe, Lancashire. En 1948, a los 15 años de edad, Bell empezó a actuar en representaciones escolares, en las cuales demostraba sus habilidades interpretativas.
Al dejar la escuela estudió bajo la tutela de Esme Church en el Bradford Civic Theatre, teniendo como compañeros de estudios a Billie Whitelaw y Robert Stephens. Más adelante hizo teatro de repertorio en Liverpool y en Dublín. 
Bell hizo sus primeras actuaciones cinematográficas en la década de 1960 en un género dramático llamado por los británicos "Kitchen Sink Dramas", incluyendo entre sus producciones los filmes The Kitchen y La habitación en forma de L, trabajando en este último con Leslie Caron. 
Siendo un actor joven, Bell tenía un carácter rebelde y se ganó la reputación de ser un camorrista al que le gustaba la bebida. En una importante ceremonia de entrega de premios, y estando bebido, interrumpió un largo discurso pronunciado por el invitado de honor, el Príncipe Felipe de Edimburgo, gritándole "explícanos algo divertido" – ante el obvio bochorno de sus compañeros de mesa, Richard Attenborough y Bryan Forbes. Aunque el Príncipe se tomó la interrupción con buen humor, el incidente no favoreció a la carrera de Bell.
En 1978 consiguió notoriedad mundial interpretando a Adolf Eichmann en la serie ganadora de un Premio Emmy Holocausto, y recibió una nominación al BAFTA por la serie Out, en la cual encarnaba a un ladrón, Frank Ross.
En las décadas de 1980 y 1990 actuó en varias películas británicas, entre ellas Wish You Were Here, le dirigida por Peter Greenaway Prospero's Books, Swing, y la cinta de 1990 The Krays, donde hacía el papel de Jack McVitie, una de las víctimas de los gemelos Kray.
Bell también probó suerte con las sitcom televisivas, interpretando al dueño de un museo de cera en la producción de Thames Television Hope It Rains, escrita por John Esmonde y Bob Larbey y dirigida por John Howard Davies. 
Aunque tendía a evitar las actuaciones en directo, entre sus pocas actuaciones teatrales figura un papel en el estreno británico en 1979 de Bent, obra de Martin Sherman acerca de la homosexualidad, puesta en escena en el Royal Court Theatre. Interpretaba a Horst, frente al Max del actor Ian McKellen. 
Bell interpretó al sexista oficial de policía Sargento Bill Otley, frente a Helen Mirren, en la aclamada serie de Independent Television (ITV) Prime Suspect. En 1993 recibió por ella su segunda nominación al BAFTA. Una de sus últimas actuaciones para la pantalla fue un papel de reparto en 2006 en Prime Suspect: The Final Act, producción en la cual era visible que ya se encontraba enfermo.
Bell había disfrutado cuando trabajaba con el director televisivo Danny Hiller y, cuando su gran amigo y asesor, el contable del mundo del espectáculo Jose Goumal (también amigo y asesor de Hiller), le pidió actuar en el primer largometraje de Danny, Love Me Still, aceptó. A lo largo del rodaje se hizo evidente que Bell no se encontraba bien, pero aun así completó la filmación pocos días antes de fallecer.
Tom Bell falleció en un hospital de Brighton, Inglaterra, en 2006, tras sufrir una corta enfermedad. Tenía 73 años de edad. Le sobrevivió su pareja, Frances Tempest, un hijo de su matrimonio con la actriz Lois Daine, una hija y una hijastra.

## Filmografía

### Cine
| - The Criminal (1960) - Flynn - The Kitchen (1960) - Paul - Payroll (1961) - Blackie - Echo of Barbara (1961) - Ben - H.M.S. Defiant (1962) - Evans - A Prize of Arms (1962) - Fenner - La habitación en forma de L (1962) - Toby - Blues for Lovers (1964) - Steve Collins - He Who Rides a Tiger (1965) - Peter Rayston - Sands of Beersheba (1966) - Dan - The Violent Enemy (1968) - Sean Rogan - Todo un día para morir (The Long Day's Dying), de Peter Collison (1968) - In Enemy Country (1968) - Ian - Lock Up Your Daughters! (1969) - Shaftoe - All the Right Noises (1971) - Len Lewin - Quest for Love (1971) - Colin Trafford - Straight on Till Morning (1972) - Jimmy Lindsay - Royal Flash (1975) - De Gautet - The Sailor's Return (1978) - William Targett - Summer Lightning (1984) - Mr Clark - The Innocent (1985) - Frank Dobson - The Magic Toyshop (1987) - Tío Philip | - Wish You Were Here (1987) - Eric - Resurrected (1989) - Mr. Deakin - The Krays (1990) - Jack 'The Hat' McVitie - Let Him Have It (1991) - Fairfax - Prospero's Books (1991) - Antonio - Angels (1992) - Michael - Seconds Out (1993) - Jack - Feast of July (1995) - Ben Wainwright - Preaching to the Perverted (1997) - Henry Harding MP - Swept from the Sea (1997) - Isaac Foster - The Boxer (1997) - cameo - Tube Tales (1999) - Old Gent in 'Horny' - Swing (1999) - Sid Luxford - The Last Minute (2001) - Grimshanks - My Kingdom (2001) - Quick - Long Time Dead (2002) - Becker - Lava (2002) - Eric - Try Seventeen (2002) - Bartender - Oh Marbella! (2003) - Ronnie, Ackerman - Devil's Gate (2003) - Jake - Dead Man's Cards (2005) - Billy The Cowboy - Friends and Enemies (2006) |

### Televisión (selección)
- 1958: Armchair Theatre
- No Trams to Lime Street
- 1972: Hedda Gabler, como Eilert Lovborg
- 1974: The Protectors
- 1978: Holocausto (miniserie), como Adolf Eichmann
- 1978: Out (serie británica), como Frank Ross
- 1981: Sons and Lovers, como Walter Morel
- 1983: Reilly: Ace of Spies
- 1990: Chancer
- 1991-92:  Hope It Rains (sitcom británica), como Harry Nash
- 1993: Prime Suspect, como D.S. Bill Otley
- 1993: Las aventuras del joven Indiana Jones
- Young Indiana Jones and the Phantom Train of Doom --Paul von Lettow-Vorbeck
- 1999 Dalziel and Pascoe ("Recalled to Life")
- 2006: Ancient Rome: The Rise and Fall of an Empire
- Revolution, como Publio Cornelio Escipión Nasica Serapión
- 2006: Blue Murder, como Vinny McAteer
- 2006: Prime Suspect, como D.S. Bill Otley